# Plegarias atendidas
Plegarias atendidas  (título original: Answered Prayers) es un novela inconclusa del escritor estadounidense Truman Capote. Fue publicada por primera vez en Inglaterra por Hamish Hamilton, en 1986. Un año después, apareció en Estados Unidos, editada por Random House.
Durante la mayor parte de su vida, Capote se codeó con la jet set estadounidense. Fue amigo cercano de muchos de sus integrantes y tuvo oportunidad de conocer historias personales. Él mismo se encargó de transmitir chismes entre unos y otros. Esto le hizo ser un invitado constante a las reuniones sociales.
Después de años de asegurar que estaba escribiendo Plegarias atendidas, nadie había leído un capítulo. Recién en 1975, aparecieron dos capítulos en Esquire, publicados por separado: "Mojave", (descartado por Capote para integrar el libro) y "La Cote Basque", en 1975. "Monstruos vírgenes"  ("Unspoiled Monsters") y "Kate McCloud", en 1976.
La aparición de "La Cote Basque" provocó un escándalo entre sus amistades de la jet set. En el relato revelaba intimidades que le habían contado y mostraba de manera muy desfavorable a los personajes que, a pesar de los nombres ficticios, representaban a personas reales que se reconocían con facilidad. Esos capítulos provocaron que Capote fuera expulsado del círculo de sus aristocráticas amistades y las puertas de la jet set quedaran cerradas para siempre para él.

## La obra
En el libro, compuesto por tres capítulos, el personaje principal es P.B. Jones, un escritor joven, bisexual, que se propone alcanzar el éxito como sea. «Monstruos vírgenes» es el primer capítulo, seguido por «La Cote Basque» y «Kate McCloud». 
El título, según el propio Capote, está tomado de una frase de Santa Teresa de Jesús: "Se derraman más lágrimas por las plegarias atendidas que por las no atendidas".